# Henry Chabert
Pour les articles homonymes, voir Chabert.
Henry Chabert, né le 3 octobre 1945 à Saint-Étienne et mort le 17 janvier 2017 dans le 8e arrondissement de Lyon, est un homme politique français membre de l'UMP.

## Biographie

### Enfance et formation
Né en octobre 1945 à Saint-Étienne, il est le fils d'un directeur d'une petite affaire stéphanoise de textile originaire des Cévennes et de la vallée du Rhône et d'Aimée Doron, une Stéphanoise. Il a un frère et une sœur. Il effectue sa scolarité chez les Maristes et les Jésuites en suivant les convictions familiales. Dès l'âge de 13 ans, il s'engage en politique auprès de Lucien Neuwirth. Bachelier à 17 ans, il entre en classes préparatoires pour Sup de Co Lyon puis il est diplômé de l'École Supérieure de Commerce de Lyon et l'institut de hautes finances. Dès 1969, il crée une la société Intergestion qu'il dirige jusqu'en 1979, année où il entre chez BSN.

### Années 1980
De 1983 à 1989, il est conseiller municipal de Lyon, son premier mandat, dans le 9e arrondissement.

### Années 1990
De 1989 à 2001, il est adjoint au maire de Lyon chargé de l’Urbanisme et Vice-Président de la communauté urbaine de Lyon chargé de l’Aménagement et Développement urbain.
Dans ce cadre, il mène d'importantes réalisations. À l'échelle des grands projets d’urbanisme, il réalise le plan de rénovation de la Presqu’île, lance les projets de la Cité Internationale, de la Porte des Alpes, et de l'aménagement global de Gerland. Il gère également le pilotage de plus de 100 Zones d'aménagement concertées (ZAC) et de 23 sites de Développement social urbain (DSU). En matière d'aménités environnementales, il lance la création de trois parcs (parc des Hauteurs, parc Henry-Chabert anciennement « parc de Gerland », parc de la Feyssine) et la création ou rénovation de plus de 250 parcs, places et jardins. Sur le plan du logement, il met en œuvre le 1er programme local de l'habitat (PLH) à l’échelle du Grand Lyon et l'introduction des 20% minimums de logements sociaux dans les opérations d’urbanisme avant que cette disposition ne soit imposée par loi relative à la solidarité et au renouvellement urbains (SRU) de 2000. Il engage la mise en valeur du patrimoine, notamment en contribuant à l’inscription de Lyon au patrimoine Mondial de l’UNESCO en 1998. Il met également en œuvre de la plus importante Zone de protection du patrimoine architectural, urbain et paysager (ZPPAUP) de France à La Croix-Rousse, ainsi que celle des Gratte-Ciel à Villeurbanne. Dans le domaine de la planification, il développe les outils de concertation et de planification, dont un PLH adopté à l’unanimité. Il mène également la création du premier Schémas d’urbanisme commercial ou du Schéma de développement économique à l’échelle du Grand Lyon. Enfin, il lance et met en œuvre le Ier Plan lumière en France à partir de 1989 et crée le Festival Lumière en 1998 (4 millions de visiteurs en 2013).
Indépendamment de ses activités locales, il est de 1989 à 1994, député au Parlement européen. Du 1er juin 1997 au 18 juin 2002, il est député de la 2e circonscription du Rhône.

### Années 2010
Il est candidat comme tête de liste lors de l'élection municipale de 2008 à Villeurbanne puis, après la victoire de Jean-Paul Bret à cette élection, se retire de la vie politique en se concentrant sur son activité professionnelle de consultant.
Il meurt des suites d'un cancer le 17 janvier 2017 au centre de lutte contre le cancer Léon Bérard de Lyon. Les réactions politiques affluent après sa disparition brutale des deux côtés de l'échiquier politique. À gauche, la « profonde émotion » de la ministre de l'Éducation nationale Najat Vallaud-Belkacem ou la « tristesse » du maire de Villeurbanne, Jean-Paul Bret ; à droite la tristesse, notamment des membres de l'UMP dont il faisait partie comme celle du maire de Caluire-et-Cuire, Philippe Cochet, ou celui de Meyzieu, Michel Forissier.

## Affaire judiciaire
En 2001, Henry Chabert est condamné à un an de prison avec sursis et deux ans inéligibilité pour recel d'abus de biens sociaux.

## Distinctions
- Chevalier de la Légion d'honneur (2011)[12]